# 반디집
반디집(Bandizip)은 반디소프트에서 개발한 압축 프로그램으로, 개인 뿐 아니라 기업, 단체, 공공기관, 교육기관, PC방 등에서도 무료로 사용할 수 있는 무료 소프트웨어 프로그램이다.

## 주요 기능
- ZIP, ZIPX, TAR, TGZ, LZH, 7Z, ISO 로 압축하는 기능을 지원한다.
- 고속 아카이빙 기능을 지원한다. (다른 압축 프로그램은 파일의 확장자 등을 이용하여 압축 알고리즘을 선택하는데 반하여, 고속 아카이빙 기능은 압축을 진행하는 과정에서 압축률을 체크하여 원본 데이터를 압축하지 않고 바이패스 시킬지 여부를 실시간으로 결정하는 기능이다.)
- ZIP 포맷으로 압축할 때 16코어까지 병렬로 압축 기능을 지원하여 압축 속도가 빠르다. (단, 고속아카이빙기능과 동시에 작동하지는 않는다.)
- ZIPX 포맷으로 압축할 때 LZMA 압축 알고리즘과 AES256 암호화를 사용한다．
- 7Z 포맷으로 압축할 때 LZMA2 압축알고리즘과 AES256 암호화를 지원한다.
- 7Z 포맷으로 압축할 때 멀티쓰레드를 지원하는 LZMA2 알고리즘을 사용하여 LZMA 알고리즘을 사용할 때 보다 압축 속도가 빠르다.
- 7Z 포맷으로 압축할 때 암호를 사용하면, 파일명까지 암호화되어 저장된다.
- ZIP, EGG, ALZ, LZH, RAR, CAB, 7ZIP, ISO, TAR, TGZ 등 많이 사용하는 대부분의 압축 포맷에 대한 압축 해제를 지원한다.
- 64비트 운영 체제를 네이티브로 지원한다.
- UTF-8, UCS2로 된 유니코드 파일명을 지원하며, 압축파일이 MBCS로 압축된 경우 코드페이지 변환 기능을 제공한다.
- 현존하는 대부분의 분할 압축 파일(ZIP, RAR, 7ZIP, ALZ, EGG 포맷)에 대한 압축 해제 기능을 제공한다.
- 탐색기 미리보기 기능을 통해 압축을 풀지 않고도 압축파일 안의 파일 목록을 미리 볼 수 있다.
- Windows on ARM 지원 (6.18 버전 이상)

7.0 정식 버전 추가된 기능
암호 관리자, 손상된 압축 파일 복구, 압축 파일 암호 복구, 업데이트 정책(프로페셔널만 해당)

## 라이선스 종류

### 스탠더드
가정, 기업, 정부 및 공공기관, 교육기관, 군부대, PC방을 비롯한 모든 장소에서 개인 또는 법인이 상업적 용도의 사용 여부를 불문하고 자유롭게 설치 및 사용할 수 있지만 대신 일부 기능이 제한된다.

### 상용 소프트웨어
프로페셔널 개인사용자/전문가용(기업사용자도 이용가능) 유료 제품
엔터프라이즈 기업사용자용(개인사용자/전문가용도 이용가능) 유료 제품

## 반디집 X
반디집 X는 OS X용 압축 해제 프로그램이다. 현재 2012년 10월 11일에 버전 1.2.3이 나왔다. 지원 언어는 한국어, 영어다. 공식 홈페이지에서 무료로 다운 받아서 설치할 수 있지만, 맥 앱스토어에서는 유료(22000원)로 다운받을 수 있다. 대신 맥 앱스토어에서 받은 파일은 앱스토어의 업데이트 서비스를 이용해 일반 버전보다 쉽게 업데이트 서비스를 받을 수 있다고 반디집 X 홈페이지에서는 밝히고 있다.

## 압축 라이브러리
반디집은 자체적으로 개발한 압축 라이브러리인 Ark 라이브러리를 사용한다.

## 같이 보기
- Ark 라이브러리
- 압축 소프트웨어의 비교